# Calisto Bertramo
Calisto Bertramo (Torino, 28 agosto 1875 – Viareggio, 30 settembre 1941) è stato un attore italiano, attivo in teatro e nel cinema.

## Biografia
Dopo aver conseguito la licenza liceale, nel 1895 ad appena vent'anni iniziò a recitare nella Compagnia di Pia Marchi Maggi; nel 1898 fu con Italia Vitaliani, insieme alla quale compì tournée in Russia e in Romania. Nei primi anni del XX secolo recitò con grandi nomi dell'epoca quali Virgilio Talli, Emma ed Irma Gramatica, Oreste Calabresi, Vittorio Zampieri, Leo Orlandini e Ruggero Ruggeri. Allo scoppio della prima guerra mondiale lavorò insieme ad Ermete Novelli. In seguito fondò compagnie in proprio con Alda Borelli, fu dirigente della Compagnia del Teatro del Popolo, viaggiò con Eleonora Duse accompagnandola in una serie di recite a Londra e nel 1923 fu nella compagnia di Tatiana Pavlova.  Nel 1924 insieme a Umberto Casilini formò una compagine destinata a durare diversi anni. Nel 1929 si unì ancora con una compagni teatrale, quella con Sandro Ruffini, Franco Becci e Lina Tricerri.  
Sul grande schermo debuttò già nel 1922, in periodo muto, quando fu tra gli interpreti principali di Messalina, diretto da Enrico Guazzoni.
Con l'avvento del sonoro iniziò ad apparire come caratterista dal 1932: lavorò complessivamente in venti pellicole (risulta essere anche nel cast del film I due barbieri, diretto da Duilio Coletti e rimasto incompiuto). 
Unitosi in matrimonio con Ernestina Bardazzi, ebbe da lei una figlia, Maria Letizia Bertramo, che assunse il nome d'arte di Letizia Bonini.
Morì a Viareggio all'età di 66 anni: si era ritirato in una villa della città versiliese dopo una rappresentazione de La figlia di Jorio.
Era fratello dell'attrice teatrale drammatica Maddalena Bertramo,

## Filmografia

### Attore
- Messalina, regia di Enrico Guazzoni (1923)
- Paradiso, regia di Guido Brignone (1932)
- Il cardinale Lambertini, regia di Parsifal Bassi (1934)
- La cieca di Sorrento, regia di Nunzio Malasomma (1934)
- Un colpo di vento, regia di Carlo Felice Tavano e Jean Dréville (1936)
- 30 secondi d'amore, regia di Mario Bonnard (1936)
- L'albero di Adamo, regia di Mario Bonnard (1936)
- La damigella di Bard, regia di Mario Mattoli (1936)
- Allegri masnadieri, regia di Marco Elter (1937)
- La sposa dei Re, regia di Duilio Coletti (1938)
- Io, suo padre, regia di Mario Bonnard (1939)
- Batticuore, regia di Mario Camerini (1939)
- Animali pazzi, regia di Carlo Ludovico Bragaglia (1939)
- Carmen fra i rossi, regia di Edgar Neville (1939)
- Scandalo per bene, regia di Esodo Pratelli (1940)
- Centomila dollari, regia di Mario Camerini (1940)
- Una romantica avventura, regia di Mario Camerini (1940)
- Trappola d'amore, regia di Raffaello Matarazzo (1940)
- Una famiglia impossibile, regia di Carlo Ludovico Bragaglia (1940)
- Il pozzo dei miracoli, regia di Gennaro Righelli (1941)